# Казе Тарони (Ферара)
Казе Тарони (итал. Case Tarroni) је насеље у Италији у округу Ферара, региону Емилија-Ромања.
Према процени из 2011. у насељу је живело 33 становника. Насеље се налази на надморској висини од -2 м.